# قطعنامه ۱۹۱۱ شورای امنیت
قطعنامه  ۱۹۱۱ شورای امنیت سازمان ملل متحد که در تاریخ ۲۸ ژانویه ۲۰۱۰ تصویب شد، سندی بین‌المللی دربارهٔ بررسی وضعیت در ساحل عاج است. این قطعنامه طی نشست ۶۲۶۷ام با ۱۵ رای موافق، ۰ مخالف و ۰ ممتنع تصویب شد.